# Municipio de Madison (condado de Jefferson)
El municipio de Madison (en inglés: Madison Township) es un municipio ubicado en el condado de Jefferson en el estado estadounidense de Indiana. En el año 2010 tenía una población de 17415 habitantes y una densidad poblacional de 115,94 personas por km².

## Geografía
El municipio de Madison se encuentra ubicado en las coordenadas 38°46′53″N 85°22′53″O / 38.78139, -85.38139. Según la Oficina del Censo de los Estados Unidos, el municipio tiene una superficie total de 150.21 km², de la cual 148.69 km² corresponden a tierra firme y (1.02%) 1.53 km² es agua.

## Demografía
Según el censo de 2010, había 17415 personas residiendo en el municipio de Madison. La densidad de población era de 115,94 hab./km². De los 17415 habitantes, el municipio de Madison estaba compuesto por el 93.76% blancos, el 2.29% eran afroamericanos, el 0.2% eran amerindios, el 0.92% eran asiáticos, el 0.01% eran isleños del Pacífico, el 1.29% eran de otras razas y el 1.54% pertenecían a dos o más razas. Del total de la población el 2.99% eran hispanos o latinos de cualquier raza.